# OV Helsingborg
Olympia Vikingarna Helsingborgs Handbollsklubb (OV Helsingborg HK) är en handbollsklubb från Helsingborg, bildad 1994 som en sammanslagning av de två klubbarna Vikingarnas IF (bildad 1941) och HF Olympia (bildad 1963). 2006 ändrades klubbnamnet till OV Helsingborg HK.
Damlaget spelar 2024/2025 i Allsvenskan, herrlaget spelar i Handbollsligan.

## Historik

### Vikingarnas IF
Vikingarnas IF bildades 1941 i Helsingborg och nådde högsta divisionen 1960. Klubben blev svenska mästare som nykomlingar säsongen 1960/61 och vann SM-guld också 1967 och 1981, den senare årgången med dåvarande förbundskaptenen Caj-Åke Andersson som tränare. Herrarna ligger på en 17:e plats i maratontabellen efter 18 spelade säsonger, den sista 1989/90. Bland framstående profiler i klubben kan nämnas Rolf Almqvist, som vann den allsvenska skytteligan två gånger, säsongen 1954/55 (då han spelade i IFK Karlskrona) och 1962/63. Almqvist spelade 80 A-landskamper mellan 1953 och 1965.

### HF Olympia
Handbollsföreningen Olympia bildades 1963 som KFUM Helsingborg, men bytte namn till Olympia 1971. Klubben spelade två säsonger i handbollens högsta serie. HF Olympia bildade en fotbollssektion 1971, som fortfarande är aktiv.

### OV Helsingborg
Klubben syns sedan 2006 under namnet OV Helsingborg. Anledningen till detta var dels att man vill förtydliga klubbens geografiska hemvist och dels att man vill tydliggöra sin profil som Helsingborgsförening. OV Helsingborg har en stor ungdomssektor med allt från handbollsskolan (5–8-åringar) till ett gubbalag.
OV Helsingborg har under lång tid strävat efter att ta sig till Elitserien för herrar. Inför 2007/2008 nåddes detta mål men sejouren i högsta serien blev ett misslyckande genom en sistaplacering och nedflyttning. Dock lyckades klubben nå en tredjeplats i allsvenskan säsongen 2008/2009 och blev genom kvalspel mot IFK Trelleborg återigen klara för spel i Elitserien säsongen 2009/2010. Dock blev sejouren endast ettårig. Sedan dröjde det sju år, då OV Helsingborg kunde vinna allsvenskan 2016/2017 och därmed gå upp i Handbollsligan.
Säsongen 2020/2021 åkte man ur Handbollsligan, men under säsongen 2021/2022 kvalificerade man sig återigen för Handbollsligan genom att besegra Torslanda HK med 37–28 på bortaplan den 18 mars 2022. Man åkte dock ur Handbollsligan igen säsongen 2022/2023 genom en förlorad kvalmatch-serie mot HF Karlskrona.
Damerna gick upp till Allsvenskan utan en enda förlust under säsongen 2010/2011, och har spelat i serien sedan dess. 

## OV Beachhandboll
År 2008 startade föreningen beachhandbollsturneringen OV Beachhandboll på stranden Fria bad i Helsingborg. Turneringen arrangeras för föreningar, skolklasser och företag. Första året lockade runt 150 deltagande lag, medan antalet lag ökade kraftigt till 464 stycken år 2009.
År 2015 deltog inte mindre än 1 532 lag i OV Beachhandboll, vilket gör att den därmed är den är världens största handbollsturnering sett till antalet deltagande lag.

## Spelartrupper

### Damer
| Nr | Land    | Pos | Namn               |
| -- | ------- | --- | ------------------ |
| 1  | Sverige | MV  | Christine Brorsson |
| 12 | Sverige | MV  | Linnea Back        |
| 33 | Sverige | MV  | Johanna Brejding   |
| 3  | Sverige | V6  | Johanna Engdahl    |
| 5  | Sverige | M9  | Alice Hirsch       |
| 6  | Sverige | H9  | Alexandra Larsson  |
| 7  | Sverige | V9  | Hilda Lööf         |
| 9  | Sverige | V9  | Anna Malmström     |
| 10 | Sverige | V6  | Hannah Eldås       |
| 11 | Sverige | M6  | Viktoria Orest     |

| Nr | Land    | Pos | Namn                |
| -- | ------- | --- | ------------------- |
| 14 | Sverige | H9  | Hannah Lundblad     |
| 15 | Sverige | M6  | Linnéa Thulin       |
| 18 | Sverige | M6  | Sofia Andersen      |
| 19 | Sverige | H6  | Moa Alesved         |
| 19 | Sverige | M9  | Agnes Bladh         |
| 21 | Sverige | V9  | Moa Lindén          |
| 22 | Sverige | H9  | Wiktoria Gustafsson |
| 23 | Sverige | V6  | Annie Svensson      |
| 25 | Sverige | V9  | Emina Ledinic       |

### Herrar
| Nr | Land    | Pos | Namn                     |
| -- | ------- | --- | ------------------------ |
| 1  | Sverige | MV  | Axel Hegedüs             |
| 12 | Sverige | MV  | Samuel Johannesson       |
| 17 | Sverige | MV  | Michael Andersson        |
| 3  | Sverige | M9  | Jonatan Wilthorn         |
| 4  | Sverige | H6  | Johan Lundgren           |
| 5  | Sverige | M9  | Fabian Nygren            |
| 8  | Sverige | V6  | Emil Lindqvist           |
| 9  | Island  | H9  | Ásgeir Snær Vignisson    |
| 11 | Sverige | M6  | Eric Westergren Malmberg |
| 18 | Sverige | M6  | Carl Lindqvist           |
| 19 | Sverige | H6  | Linus Eriksson Lilja     |

| Nr | Land    | Pos | Namn                    |
| -- | ------- | --- | ----------------------- |
| 21 | Sverige | V9  | Mattias Thynell         |
| 23 | Sverige | V9  | Felix Spross            |
| 24 | Sverige | M9  | Albert Månsson          |
| 26 | Sverige | V9  | Miguel Mbumba           |
| 37 | Sverige | H9  | Emil Andersson          |
| 53 | Sverige | V6  | Andreas Windahl         |
| 95 | Sverige | M9  | Casper Lindgaard Holmen |
|    | Sverige | M9  | Melker Jarl             |
|    | Sverige |     | Ferdinand Larsson       |
|    | Sverige |     | Kasper Leijonhufvud     |